# 阿卡姆疯人院
伊麗莎白·阿卡漢精神病患犯罪瘋人院，一般常稱為「阿卡漢精神病院」或「阿卡漢疯人院」（英語：Arkham Asylum），也常簡稱為「阿卡漢」（英語：Arkham），是一所存在於DC漫畫世界觀中，虛構的醫療機構兼監獄，該醫療機構就位於高譚市。
此機構首次出現於《蝙蝠俠》#258 (1974年10月)，由丹尼斯·歐尼爾和艾文·諾維克所創作。當時它只是被稱為阿卡漢病院，作者对其並沒有詳細敘述。1979年，阿卡漢精神病院正式作为唯一定名被沿用。到《蝙蝠俠》第326期的时候，阿卡漢精神病院的地理位置才被第一次确认为“高譚市的深郊”。

## 創立史
阿卡漢精神病院的前身為「阿卡漢綜合醫院」，後來才被改建為精神病院。
此機構是由阿瑪迪斯·阿卡漢（英語：Amadeus Arkham）所創建，阿瑪迪斯用他患有嚴重精神疾病的母親「伊莉莎白·阿卡漢」的名字來為醫院命名。
他為了紀念自己的母親，同時也因為他不願再見到更多人受到精神疾病所苦，於是阿瑪迪斯就在母親過世後，將醫院改組為精神病院，並開始收容精神病患，之後他更是與家人一同搬遷到精神病院的所在地高譚市居住。
在精神病院改建好後，收容其中接受治療的其中一名病人，同時也是連環殺手的「瘋狗馬丁」，竟趁旁人不注意時逃出精神病院，之後更闖入阿瑪迪斯家去殺害他的家人。
隨後，飽受強大刺激的阿瑪迪斯，便將精神病院再度改建為一所專門收容具有嚴重犯罪傾向的人及患有精神疾病之人的機構，而所接手的第一位病患就是殺害他家人的瘋狗馬丁，最後瘋狗馬丁也在入院六個月後，就被阿瑪迪斯綁在病床上電死。
雖然這事件後來被判定為是一宗醫療事故，而阿瑪迪斯也因此被判無罪而釋放，但是他的精神也從此開始失常，導致阿瑪迪斯最後也成為一名精神病患，並就此住進自己一手創建的「阿卡漢精神病院」直到逝世。

## 知名成員
- 阿瑪迪斯·阿卡漢：醫院的創建者，為了紀念他母親而創建「阿卡漢」。
- 傑瑞麥·阿卡漢（英语：Dr. Amadeus Arkham）：阿瑪迪斯的侄子，原本是醫院的主管，但最後卻因陷入精神崩潰，而導致他成為第二代黑面具。
- 亞倫·凱許（Officer Aaron Cash）：阿卡漢精神病院的警衛，高譚市裡少數的正義人士，與經常來訪的蝙蝠俠關係良好，因為曾被殺手鱷咬掉一支手臂而裝上鐵鉤[2]，因為這事件他便從此開始對殺手鱷產生恐懼。
- 哈琳·奎澤（Dr. Harleen Quinzel）：曾經擔任「小丑」的主治醫生，但卻意外的愛上小丑還放走他，最後哈琳·奎澤也追隨小丑而去，自此化身為超級罪犯「哈莉·奎茵」[3]。
- 瓊恩·利蘭德（Dr. Joan Leland）：是哈琳·奎澤的醫生同事，但不久後便不得不成為她的主治醫生，瓊恩·利蘭德也曾治療過稻草人跟雙面人。

## 收容與關押的病人
在蝙蝠俠和高譚警方達成良好的合作關係後，他透過韋恩企業改造了阿卡漢精神病院的收容設施和安全保護措施，並將自己抓到的危險罪犯都關在此處，因此經常被讀者揶揄「人才輩出」。
此處列出曾關押在此的知名人物。
- 阿瑪迪斯·阿卡漢
- 艾伯托·法爾康尼（英语：Alberto Falcone）
- 黑面具
- 重磅炸彈（英语：Blockbuster (DC Comics)）
- 日曆人
- 泥面人（巴索·卡羅、麥特·哈根、普萊斯頓·佩恩[1]、桑德拉·福勒）
- 瘋被人（英语：Crazy Quilt）
- 死亡射手
- 小丑[1]
- 雨果·史特蘭奇
- 哈莉·奎茵
- 殺手鱷[1]
- 殺手蛾
- 瘋帽客[1]
- 封鎖人（英语：Lock-Up (comics)）
- 喜鵲人（英语：Magpie (comics)）[2]
- 麥克西·宙斯（英语：Maxie Zeus）[1]
- 急凍人
- 維克多·薩斯
- 毒藤女
- 麥羅教授（英语：Professor Milo）[1]
- 豬教授[4]
- 普羅米修斯
- 忍者大師 [5]（囚禁身份為“泰瑞·金恩·卡西”）
- 謎語人
- 稻草人[1]
- 信號人（英语：Signalman (comics)）
- 統計師（英语：Tally Man）[6]
- 雙面人[1]
- 虛榮者（薇拉·克洛皮斯）[7]
- 腹語師
- 大白鯊（英语：Great White Shark (character)）

- 班恩
- 企鵝人

## 其他媒體

### 電視劇
- 《萬惡高譚市》[8]：第二季時被雨果·史特蘭奇給掌控，在該處地下進行極機密的實驗。

### 電影
- 《永遠的蝙蝠俠》：謎語人被蝙蝠俠擊敗後，發瘋的他被送到這裡安置。
- 《蝙蝠俠與羅賓》：毒藤女、急凍人被蝙蝠俠打敗後，兩人被關進此處。有趣的是，電影中展示了病院裏的一個犯罪衣物收藏庫，能找到上一作中出現的雙面人和謎語人的服裝。
- 《蝙蝠俠：開戰時刻》：在此任職的強納森·克萊恩作證被抓住的卡麥·法爾康尼精神異常，法官裁定將後者關進阿卡漢之中；當中的病人還包括維克多·薩斯。
- 《小丑》：亞瑟·佛萊克前往阿卡漢精神病院拿去母親潘妮·佛萊克的過往的病歷。
- 《新蝙蝠侠》：谜语人被警方抓住并关在此处，最后在这里认识了住在自己隔壁病房的小丑。

#### DC擴展宇宙
- 《蝙蝠俠對超人：正義曙光》：在終極版的結尾中，蝙蝠俠向雷克斯·路瑟透露，他已經安排將路瑟移送到阿卡漢。
- 《自殺突擊隊》：阿卡漢精神病院出現在哈莉·奎茵的回憶片段中。[9]
- 《正义联盟》：出现于第二支片尾彩蛋，雷克斯·路瑟从中逃跑并于丧钟会面，称要组建一支队伍。
- 《查克·史奈德之正義聯盟》：出现于首支片尾彩蛋，雷克斯·路瑟从中逃跑并于丧钟会面，他向丧钟揭露布魯斯·韋恩就是蝙蝠侠。

### 動畫電影
- 《蝙蝠俠：血濺阿卡漢》：自殺小隊奉命潛入阿卡漢精神病院去暗殺被關在該處的謎語人。
- 《樂高蝙蝠俠電影》：小丑被捕後，與其他反派們一起被關進此處，後來蝙蝠俠也被關進這裡的牢房中。
- 《忍者蝙蝠俠》：故事的開端地點即是阿卡漢精神病院，大猩猩古魯德在此邀來了高譚市的罪犯小丑、雙面人、毒藤女、哈莉奎茵、企鵝人、喪鐘展示他所開發的時間機器。

### 電子遊戲
- 《樂高蝙蝠俠2：DC超級英雄》
- 《DC 宇宙 Online》
- 《樂高蝙蝠俠2：DC超級英雄》
- 《超級英雄：武力對決》：在故事模式的開端，蝙蝠俠會在此處與喪鐘交手。阿卡姆也是本游戏的战斗场景之一。
- 《蝙蝠俠：秘密系譜》：布魯斯·韋恩會在第四章的開頭被關進其中，而在第五章，蝙蝠俠會與阿卡漢女士在阿卡漢精神病院的地下展開最後的決鬥。
- 《超級英雄：武力對決2》：本游戏的战斗场景之一。

#### 蝙蝠俠：阿卡漢
阿卡漢精神病院作為這部蝙蝠俠遊戲系列的主場與核心。
- 《蝙蝠俠：阿卡漢瘋人院》：本作故事的發生地點與主要舞台，病院在遊戲裏被塑造為一座位於海島上的大型設施。
- 《蝙蝠俠：阿卡漢城市》：故事開始時和黑門監獄一起被新任市長、前阿卡漢精神病院院長奎西·夏普取消，並將其中收容的罪犯與病人全送往新設立的「阿卡漢城市」安置。
- 《蝙蝠俠：阿卡漢起源》：於本作的時間點，阿卡漢精神病院是處於關閉狀態，直到本篇劇情結束後於傑克·萊德對奎西·夏普的採訪裡，後者會提到欲重新開啟精神病院好收容這些危險罪犯的提案。
- 《蝙蝠俠：阿卡漢騎士》：故事中會提到第二代羅賓傑森·托特被小丑綁架後就關在阿卡漢精神病院的舊址（蝙蝠俠：阿卡漢瘋人院的故事發生地點）中虐待了長達一年；蝙蝠俠最後也在該處被稻草人揭穿了其真實身分，並擊敗了對方。